# Günyüzü
Günyüzü là một huyện thuộc tỉnh Eskişehir, Thổ Nhĩ Kỳ. Huyện có diện tích 1396 km² và dân số thời điểm năm 2007 là 8135 người, mật độ 6 người/km².